# Paul Neagu
Paul Neagu (Constanza, 6 de junio de 1954) es un deportista rumano que compitió en bobsleigh.
Ganó una medalla de bronce en el Campeonato Europeo de Bobsleigh de 1992, en la prueba cuádruple. Participó en tres Juegos Olímpicos de Invierno, entre los años 1976 y 1998, ocupando el octavo lugar en Innsbruck 1976, en la misma prueba.

## Palmarés internacional
| Campeonato Europeo | Campeonato Europeo   | Campeonato Europeo | Campeonato Europeo |
| Año                | Lugar                | Medalla            | Prueba             |
| ------------------ | -------------------- | ------------------ | ------------------ |
| 1992               | Königssee (Alemania) | Medalla de bronce  | Cuádruple          |